# Pșenîcine, Pervomaiske
Pșenîcine (în ucraineană Пшеничне) este un sat în așezarea urbană Pervomaiske din Republica Autonomă Crimeea, Ucraina.

## Demografie
Componența lingvistică a localității Pșenîcine
     Rusă (85,12%)
     Ucraineană (7,54%)
     Tătară crimeeană (6,75%)
     Alte limbi (0,2%)
Conform recensământului din 2001, majoritatea populației localității Pșenîcine era vorbitoare de rusă (85,12%), existând în minoritate și vorbitori de ucraineană (7,54%) și tătară crimeeană (6,75%).